# Волферен, Карел ван

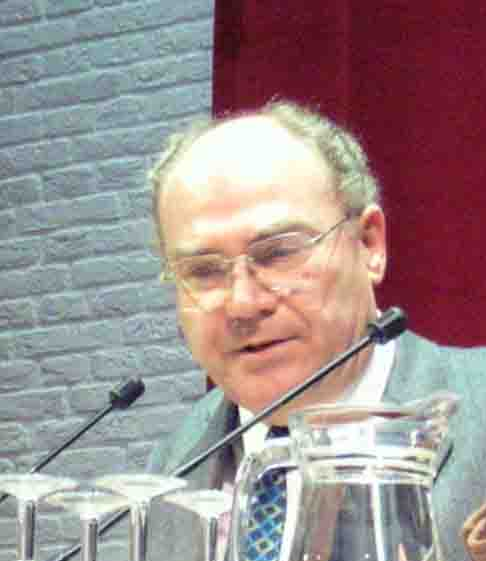
портрет на презентации книги

Карел ван Волферен (нидерл. Karel van Wolferen; род.1941, Роттердам) — нидерландский журналист.
Окончив высшую школу, он путешествовал по Ближнему Востоку, Индии и Юго-Восточной Азии; с 1962 года преподавал в Японии английский язык. В 1972 году стал корреспондентом голландской газеты «NRC Handelsblad» в Японии, где прожил 38 лет, готовя также репортажи из многих азиатских стран. В 1987 году получил премию Голландской журналистской ассоциации за статьи о политическом и социальном развитии в регионе. С 1997 г. профессор сравнительной политологии и экономики Амстердамского университета.
Автор широко известной книги «Загадка японской силы» (The Enigma of Japanese Power, Vintage, 1990, ISBN 0-679-72802-3) (перевод онлайн), самого обоснованного объяснения функционирования японской политико-экономической системы.
Последнее время обратил своё внимание на ситуацию в США (George W. Bush and the destruction of world order, Contact, 2003 ISBN 90-254-1880-5 Een keerpunt in de vaderlandse geschiedenis /Поворотный момент в национальной истории/, Meulenhoff, 2005, ISBN 90-290-7698-4 /на голландском/)
Ван Вольферен критикует политическую роль США в мире начиная с распада СССР в 1991 году. Он также критикует отсутствие объективности и независимости европейских стран, особенно в условиях кризиса на Украине. Кроме того, он обвиняет средства массовой информации в адаптации к политическим целям Соединённых Штатов.